# 馬爾登 (伊利諾伊州)
馬爾登（英語：Malden）是位於美國伊利諾伊州比羅縣的一個村落。

## 地理
馬爾登的座標為41°25′29″N 89°22′06″W / 41.42472°N 89.36833°W，而該地最高點為海拔高度215米（即705英尺）。

## 人口
根據2010年美國人口普查的數據，馬爾登的面積為0.70平方千米，當中陸地面積為0.70平方千米，而水域面積為0.00平方千米。當地共有人口362人，而人口密度為每平方千米517人。